# Боднарівка (Кам'янець-Подільський район)
Боднарі́вка — село в Україні, у Закупненській селищній громаді Кам'янець-Подільського району Хмельницької області.

## Назва
Назва походить, імовірно, від слова «бондар»; цим ремеслом, очевидно, займалося місцеве населення; за іншою версією — від прізвища Боднар.

## Історія
Історія Боднарівки тісно пов'язана з історією однойменного села в Чортківському районі Тернопільської області — поділене по р. Збруч після 1-го поділу Речі Посполитої у 1772, до того єдине подільське село Боднарівка.
Перша письмова згадка — 1532 рік.
У ніч з 25 на 26 жовтня 1921 р. під час Листопадового рейду Подільська група (командувач Михайло Палій-Сидорянський) Армії Української Народної Республіки розгромила у Боднарівці прикордонну заставу московських військ, захопивши у полон 46 прикордонників.
Внаслідок поразки Перших визвольних змагань на початку XX століття, село надовго окуповане російсько-більшовицькими загарбниками.
Радянська окупація принесла колективізацію та розкуркулення, мешканці села зазнали репресій.
В 1932–1933 селяни села пережили сталінський голодомор.
У 60-70-і роки 20 сторіччя  збудовано шосейну дорогу Гусятин — Боднарівка 5 км, сільський клуб, пробурено одну артезіанську свердловину, збудовано цегельний завод, тракторну майстерню, дитячий садок в селі Боднарівка. Після проголошення незалежності України, колгосп ім. Свердлова перейменували в колективне сільськогосподарське підприємство «Незалежність», потім в ПОП «Незалежність».
З 1991 року в складі незалежної України.
12 червня 2020 року шляхом об'єднання сільських рад, село увійшло до складу Закупненської селищної громади.
17 липня 2020 року, в результаті адміністративно-територіальної реформи та ліквідації Чемеровецького району, село увійшло до складу Кам'янець-Подільського району.

## Населення
Населення становить 494 осіб на 2001 рік.

### Мова
У селі поширені західноподільська говірка та південноподільська говірка, що відносяться до подільського говору, який належить до південно-західного наріччя.

## Відомі люди

### Народилися
- Казимир Олександрович Вільчинський (13.05.1933 - 14.04.1997) — батько відомого українського письменника Олександра Вільчинського.

## Природоохоронні території
Село лежить у межах національного природного парку «Подільські Товтри».

## Світлини

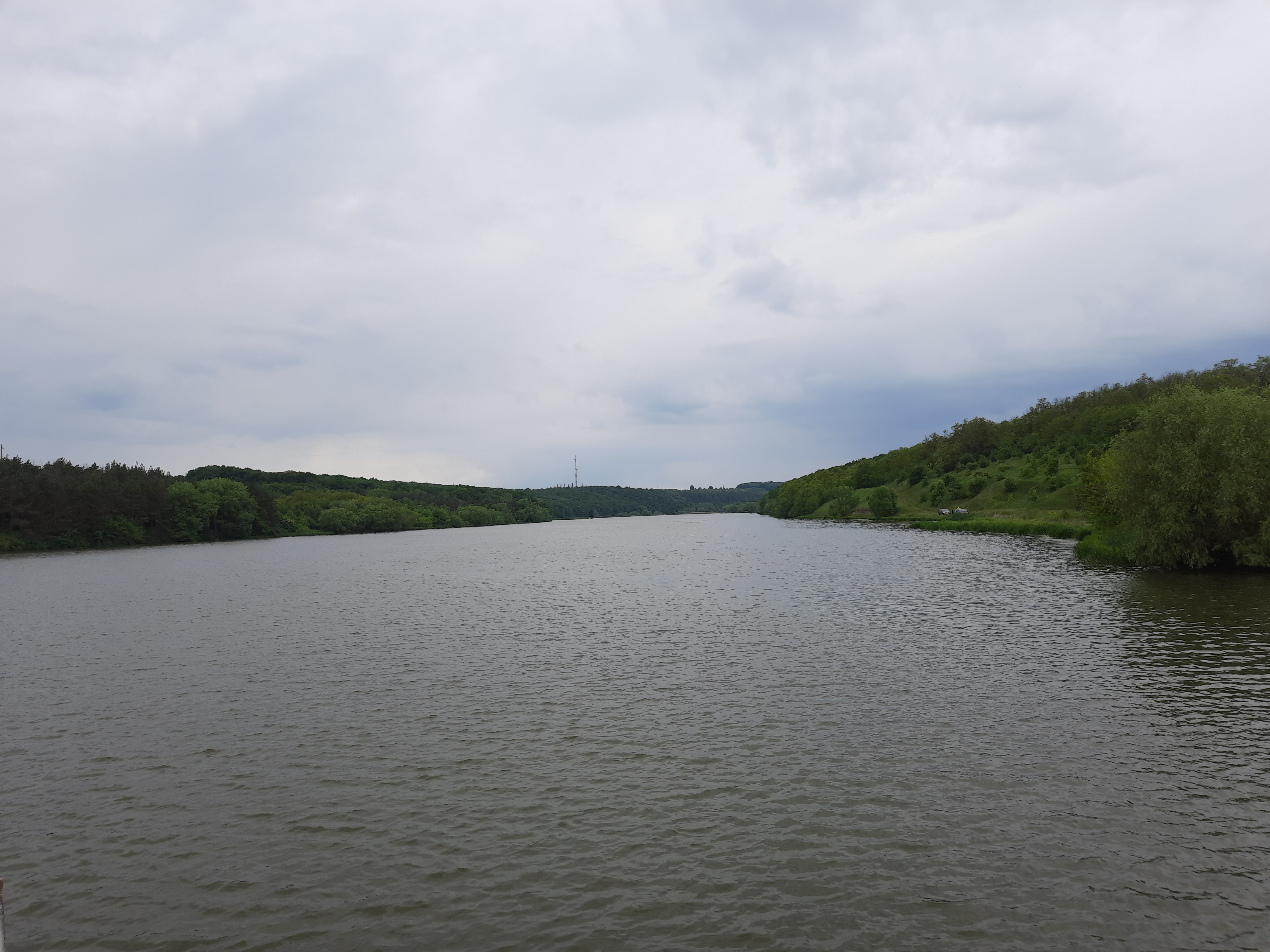
Річка Збруч біля села